# Matthiola
Matthiola é um género botânico pertencente à família das Crucíferas . As plantas deste género são comummente conhecidas como matíolas, abarcando um largo rol de espécies ornamentais, pautadas pelas suas flores vistosas e redolentes.

## Portugal
Em Portugal estão presentes as seguintes espécies e subespécies:
- Matthiola fruticulosa (Loefl. ex L.) Maire subsp. fruticulosa (Loefl. ex L.) - Presente em Portugal Continental, de onde é nativa
- Matthiola incana (L.) R.Br. subsp. incana - Presente em Portugal Continental e nos Açores, onde é introduzida
- Matthiola maderensis Lowe - Presente na Madeira, de onde é endémica
- Matthiola parviflora (Schousb.) R.Br. - Presente em Portugal Continental e na Madeira, de onde é nativa
- Matthiola sinuata (L.) R.Br. - Presente em Portugal Continental, de onde é nativa